# Gollaprolu
Gollaprolu est une ville du district de Kakinada de l'État indien d'Andhra Pradesh. Il s'agit d'une municipalité du tehsil de Gollaprolu de la division de Kakinada. Les affaires sont la principale occupation de cette ville. La ville fait également partie de l'Autorité de développement urbain de Godavari.

## Géographie
La région est sujette aux cyclones et dépend de l'agriculture. Les villageois sont connus pour cultiver l’une des variétés de piment fort les plus recherchées et sont célèbres pour la production d’oignons, d’arachides, de coton et de riz.